# Quan hệ giữa cái chung và cái riêng
Cái chung và cái riêng là một cặp phạm trù trong phép biện chứng duy vật Mác-Lenin và là một trong những nội dung của nguyên lý về mối liên hệ phổ biến dùng để chỉ mối quan hệ biện chứng giữa Cái riêng tức phạm trù chỉ về một sự vật, một hiện tượng, một quá trình nhất định với Cái chung tức phạm trù chỉ những mặt, những thuộc tính không những có ở một kết cấu vật chất nhất định, mà còn được lặp lại trong nhiều sự vật, hiện tượng hay quá trình riêng lẻ khác. Nội dung về cặp phạm trù này đã được đưa vào chương trình giảng dạy của một số khối trường Đại học ở Việt Nam theo Quyết định của Bộ Giáo dục và Đào tạo.

## Mối quan hệ
Phép biện chứng duy vật của Triết học Marx-Lenin cho rằng cái riêng, cái chung và cái đơn nhất đều tồn tại khách quan, giữa chúng có mối liên hệ hữu cơ với nhau; phạm trù cái riêng được dùng để chỉ một sự vật, một hiện tượng, một quá trình riêng lẻ nhất định, còn phạm trù cái chung được dùng để chỉ những mặt, những thuộc tính chung không những có ở một kết cấu vật chất nhất định, mà còn được lặp lại trong nhiều sự vật, hiện tượng hay quá trình riêng lẻ khác.
Trong tác phẩm Bút ký Triết học, Lenin đã viết rằng:
Cụ thể là:
- Cái chung chỉ tồn tại và biểu hiện thông qua cái riêng. Cái chung chỉ tồn tại trong cái riêng, thông qua cái riêng mà biểu hiện sự tồn tại của mình, không có cái chung thuần túy tồn tại bên ngoài cái riêng, cái chung tồn tại thực sự, nhưng không tồn tại ngoài cái riêng mà phải thông qua cái riêng.
- Cái riêng chỉ tồn tại trong mối liên hệ với cái chung. Không có cái riêng nào tồn tại tuyệt đối độc lập, không có liên hệ với cái chung, sự vật, hiện tượng riêng nào cũng bao hàm cái chung.
- Cái riêng là cái toàn bộ, phong phú hơn cái chung, cái chung là cái bộ phận, nhưng sâu sắc hơn cái riêng. Cái riêng phong phú hơn cái chung vì ngoài những đặc điểm chung, cái riêng còn có cái đơn nhất. Cái chung sâu sắc hơn cái riêng vì cái chung phản ánh những thuộc tính, những mối liên hệ ổn định, tất nhiên, lặp lại ở nhiều cái riêng cùng loại. Do vậy cái chung là cái gắn liền với cái bản chất, quy định phương hướng tồn tại và phát triển của cái riêng.
- Cái đơn nhất và cái chung có thể chuyển hóa lẫn nhau trong quá trình phát triển của sự vật. Cái đơn nhất là phạm trù để chỉ những nét, những mặt, những thuộc tính... chỉ có ở một sự vật, một kết cấu vật chất, mà không lặp lại ở sự vật, hiện tượng, kết cấu vật chất khác. Trong hiện thực cái mới không bao giờ xuất hiện đầy đủ ngay, mà lúc đầu xuất hiện dưới dạng cái đơn nhất. Về sau theo quy luật, cái mới hoàn thiện dần và thay thế cái cũ, trở thành cái chung, cái phổ biến. Ngược lại cái cũ lúc đầu là cái chung, cái phổ biến, nhưng về sau do không phù hợp với điều kiện mới nên mất dần đi và trở thành cái đơn nhất. Như vậy sự chuyển hóa từ cái đơn nhất thành cái chung là biểu hiện của quá trình cái mới ra đời thay thế cái cũ. Ngược lại sự chuyển hóa từ cái chung thành cái đơn nhất là biểu hiện của quá trình cái cũ, cái lỗi thời bị phủ định.

Nói chung việc giải quyết mối quan hệ giữa cái chung và cái riêng không hề đơn giản, Lenin đã cho rằng:
| “       | Con người bị rối lên chính là ở trong phép biện chứng của cái riêng và cái chung. | ” |
| — Lenin |                                                                                   |   |

## Sự tồn tại của Cái chung và cái riêng

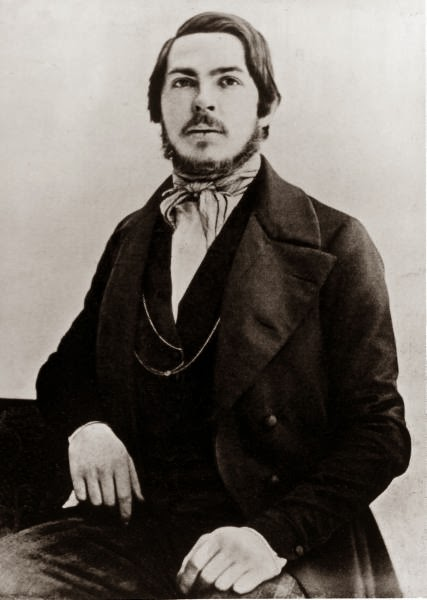
Ăngghen người đã phát biểu quan điểm về sự tồn tại của cái chung và cái riêng

Triết học Mác-Lenin đặt ra và giải quyết câu hỏi: Cái riêng chỉ tồn tại trong một khoảng thời gian có hạn, vậy thì cái chung có tồn tại vĩnh viễn, vô hạn trong thời gian không?
- Cái riêng xuất hiện chỉ tồn tại được trong một khoảng thời gian nhất định và khi nó mất đi sẽ không bao giờ xuất hiện lại, cái riêng là cái không lặp lại.
- Cái chung tồn tại trong nhiều cái riêng, khi một cái riêng nào đó mất đi thì những cái chung tồn tại ở cái riêng ấy sẽ không mất đi, mà nó vẫn còn tồn tại ở nhiều cái riêng khác.

| “           | "Chúng ta cũng tin chắc rằng, qua tất cả mọi sự chuyển hóa của nó, vật chất vẫn cứ vĩnh viễn như thế, rằng không bao giờ một thuộc tính của nó lại có thể mất đi, và vì thế, nếu như một ngày kia nó phải hủy diệt mất đóa hoa rực rỡ nhất của nó trên trái đất, tức là cái tinh thần đang tư duy thì nhất định nó lại phải... tái sinh ra cái tinh thần ấy ở một nơi nào khác và trong một thời gian khác. | ” |
| — F. Enghen | |   |

## Ý nghĩa phương pháp luận
Từ việc phát hiện mối quan hệ biện chứng giữa cái chung và cái riêng, Triết học Mác-Lenin nêu ra một số ý nghĩa phương pháp luận cho mối quan hệ này để ứng dụng vào thực tiễn và tư duy, cụ thể là:
- Chỉ có thể tìm cái chung trong cái riêng, xuất phát từ cái riêng, từ những sự vật, hiện tượng riêng lẻ, không được xuất phát từ ý muốn chủ quan của con người bên ngoài cái riêng vì cái chung chỉ tồn tại trong cái riêng, thông qua cái riêng để biểu thị sự tồn tại của mình.
- Cái chung là cái sâu sắc, cái bản chất chi phối cái riêng, nên nhận thức phải nhằm tìm ra cái chung và trong hoạt động thực tiễn phải dựa vào cái chung để cải tạo cái riêng. Trong hoạt động thực tiễn nếu không hiểu biết những nguyên lý chung (không hiểu biết lý luận), sẽ không tránh khỏi rơi vào tình trạng hoạt động một cách mò mẫm, mù quáng.
- Trong quá trình phát triển của sự vật, trong những điều kiện nhất định "cái đơn nhất" có thể biến thành "cái chung" và ngược lại "cái chung" có thể biến thành "cái đơn nhất", nên trong hoạt động thực tiễn có thể và cần phải tạo điều kiện thuận lợi để "cái đơn nhất" có lợi cho con người trở thành "cái chung" và "cái chung" bất lợi trở thành "cái đơn nhất".

Trong Bút ký Triết học, Lenin viết:

## Các quan điểm phi Mác-xít
Những nhà nghiên cứu triết học Mác-Lenin đề cập đến có hai quan điểm trái ngược nhau về mối quan hệ giữa "cái riêng" và "cái chung", đó là phái duy thực và phái duy danh. Triết học Mác-Lenin cho rằng, cả quan niệm của phái duy thực và phái duy danh đều sai lầm ở chỗ họ đã tách rời cái riêng khỏi cái chung, tuyệt đối hóa cái riêng, phủ nhận cái chung, hoặc ngược lại. Họ không thấy sự tồn tại khách quan và mối liên hệ khăng khít giữa chúng.

### Phái duy thực
Phái duy thực là trường phái triết học có ý kiến về mối quan hệ giữa "cái chung" và "cái riêng", theo phái này thì "cái riêng" chỉ tồn tại tạm thời, thoáng qua, không phải là cái tồn tại vĩnh viễn, chỉ có "cái chung" mới tồn tại vĩnh viễn, thật sự độc lập với ý thức của con người. "Cái chung" không phụ thuộc vào "cái riêng", mà còn sinh ra "cái riêng". Cái chung là những ý niệm tồn tại vĩnh viễn bên cạnh những cái riêng chỉ có tính chất tạm thời, cái riêng do cái chung sinh ra.
Ví dụ: Con người là một khái niệm chung và chỉ có khái niệm con người mới tồn tại mãi mãi, còn những con người cụ thể là khái niệm tạm thời vì những con người cụ thể (cá nhân) này có thể mất đi (chết đi)

### Phái duy danh
Phái duy danh cho rằng, chỉ có cái riêng tồn tại thực sự, còn cái chung là những tên gọi trống rỗng, do con người đặt ra, không phản ánh cái gì trong hiện thực. Quan điểm này không thừa nhận nội dung khách quan của các khái niệm. Những khái niệm cụ thể đôi khi không có ý nghĩa gì trong cuộc sống của con người, chỉ là những từ trống rỗng, không cần thiết phải bận tâm tìm hiểu. Ranh giới giữa chủ nghĩa duy vật và chủ nghĩa duy tâm bị xóa nhòa và con người không cần phải quan tâm đến cuộc đấu tranh giữa các quan điểm triết học nữa.
Ví dụ: Không thể nhận thấy, nắm bắt một "con người" chung chung mà "con người" chỉ có thể được nhận thấy, nắm bắt qua những con người thực thể cụ thể, thông qua các cá nhân cụ thể.